# Seven Days (Sting)
Seven Days is een nummer van de Britse muzikant Sting uit 1993. Het is de derde single van zijn vierde studioalbum Ten Summoner's Tales.
Het nummer is een ballad, die enkel in het Verenigd Koninkrijk en Italië succes had. In het Verenigd Koninkrijk bereikte het de 25e positie. Ondanks dat het nummer in Nederland geen hitlijsten bereikte, werd het er wel een radiohit.